# Бутанское имя
Бута́нское и́мя — имена, распространённые среди бутанцев. Традиции именования разнятся на севере и юге: на севере фамилий нет ни у кого, кроме знати, а на юге они присутствуют (вероятно, под индийским влиянием, так как в роли фамилии может выступать название касты или народа).
Имя (точнее, два или редко три) тибетского происхождения обычно даётся ребёнку монахом спустя несколько дней после рождения или родителями. На выбор влияет в первую очередь предполагаемое влияние на носителя и религиозный смысл. Из-за того что набор имён крайне ограничен, некоторые бутанцы помещают перед своими именами название родного поселения, но оно не передаётся по наследству и фамилией не является. Широко употребляются прозвища — прозвищем может стать название родной долины, деревни или дома.
В браке никто из супругов имя не меняет, а имена детей часто не имеют ничего общего с именами родителей. Большинство имён может быть дано детям обоих полов (например, Дорджи, Церинг), однако имена Вангмо, Чоден, Лхамо, Юден — исключительно женские, а Вангди — исключительно мужское.
При обращении обязательно использование гоноратива. Члены королевской семьи носят титулы Аши и Дашо (женщины и мужчины, соответственно); монахи — Льонпо; учителя и уважаемые монахи — Лопон; перерождённые монахи — Ринпоче; монахини — Аним; мужчины — Аап; женщины — Ам; мальчики — Бусу; девочки — Бум.